# Каломфірешть
Каломфірешть, Каломфірешті (рум. Calomfirești) — село у повіті Телеорман в Румунії. Входить до складу комуни Пороскія.
Село розташоване на відстані 82 км на південний захід від Бухареста, 6 км на південь від Александрії, 131 км на схід від Крайови.

## Населення
За даними перепису населення 2002 року у селі проживали 1177 осіб, усі — румуни. Усі жителі села рідною мовою назвали румунську.